# 이구연
이구연(李龜淵, 1896년 2월 8일 ~ 1950년 8월 14일)은 일제강점기 때의 독립운동가로 호는 태룡, 본명은 이해명이다.

## 독립운동
강원도 통천 출생으로 1919년 3·1 운동 후 중국으로 건너가 신흥학교를 졸업하고 1927년 황후군관학교를 제6기로 졸업하고 김원봉이 조직한 의열단에 가입해 1928년 10월 독립운동가였던 박용만을 친일파라는 규정 아래 북경에서 암살했다.
그리고 중국 관헌에게 체포되어 징역 5년 1개월형을 받았으나 만기 전 출옥하였다. 이후 난징에서 한국혁명당과 민족혁명당에 입단해 활동하였고 1938년 10월 조선의용대 창설에 참여했다. 1942년 10월 대한민국 임시정부 의정원 강원도 대표의원으로 선임되었고 임시정부 문화부 총무과장을 역임하였다.

## 해방후
1945년 한국 광복군에 입대하여 총사령부 군법처 군법관 부령에 임관되어 조국광복을 위해 헌신하였다. 1946년 8월 조선민족혁명당 중앙집행위원직을 지낸 후 월북하였다.
광복 후 국군에 입대하여 복무하다가 한국 전쟁 때 싸우다 전사하였다.

## 사후
사후 1980년 건국훈장 독립장이 추서되었다.